# Gourvieille
Gourvieille é uma comuna francesa na região administrativa de Occitânia, no departamento de Aude. Estende-se por uma área de 3,09 km². Em 2010 a comuna tinha 78 habitantes (densidade: 25,2 hab./km²).